# Riber Castle

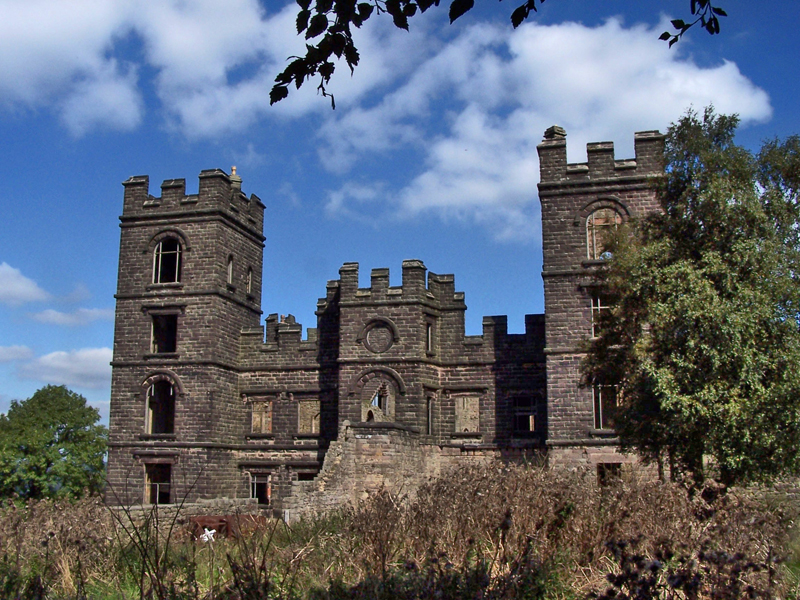
Riber Castle

Riber Castle ist ein Landhaus, das im 19. Jahrhundert im Weiler Riber auf einem Hügel über der Stadt Matlock in der englischen Grafschaft Derbyshire gebaut wurde. English Heritage hat es als historisches Gebäude II. Grades gelistet. Das Haus wird in der Gegend Smedley's Folly genannt, weil schwierig war, Wasser für das für den Industriellen John Smedley 1862 errichtete Privathaus auf den Hügel zu bringen. Smedleys Witwe lebte in Riber Castle bis zu ihrem Tod.
Das Landhaus wurde aus hartem Sandstein aus einem Steinbruch in der Gegend erbaut, der mit Flaschenzügen die 200 Meter den Hügel hinaufgezogen wurde.
Nach dem Tod von Smedleys Witwe wurde das Haus eine Knabenschule, bis diese in den 1930er-Jahren nicht mehr aufrechterhalten werden konnte. Im Zweiten Weltkrieg nutzte das Verteidigungsministerium Riber Castle als Lagerraum. Nach dem Krieg blieb das Haus zunächst ungenutzt.
Von den 1960er-Jahren bis zum September 2000 beherbergte es einen Wildpark mit britischer und europäischer Fauna. Die Einrichtung wurde Riber Castle Wildlife Park oder Riber Zoo genannt. Anschließend wurde das Anwesen von den Eignern verkauft, aber, da sie es nicht mit dem Wildpark verkaufen konnten, musste dieser schließen. Der Parkverwaltung war sehr für die Art der Tierhaltung kritisiert worden und die Schließung war umstritten.
Umweltaktivisten befreiten etliche Luchse aus dem Riber Zoo, die so ins Freiland entkamen.
Der Plan, den Rohbau von Riber Castle in Apartments umzuwandeln, wurde am 15. März 2006 genehmigt. Die Wände des Landhauses wurden nun gesichert, Kamine und Decken erneuert, 119 Fenster ausgetauscht und ein Dach hinzugefügt. 2014 waren zwei Musterappartements fertig. Der Zugang zum Anwesen war durch einen Drahtzaun verwehrt, der 2006 entfernt wurde. Danach bildet sich eine allgemein benutzter Trampelpfad aus. Die Bauträger haben aber jetzt einen zweiten, sichereren Zaun aufgebaut und die Zugänge zum Anwesen sind bewacht.
Riber Castle und die Stadt Matlock dienten als wichtige Kulissen für Shane Meadows’ Film Blutrache – Dead Man’s Shoes.